# Corneta china

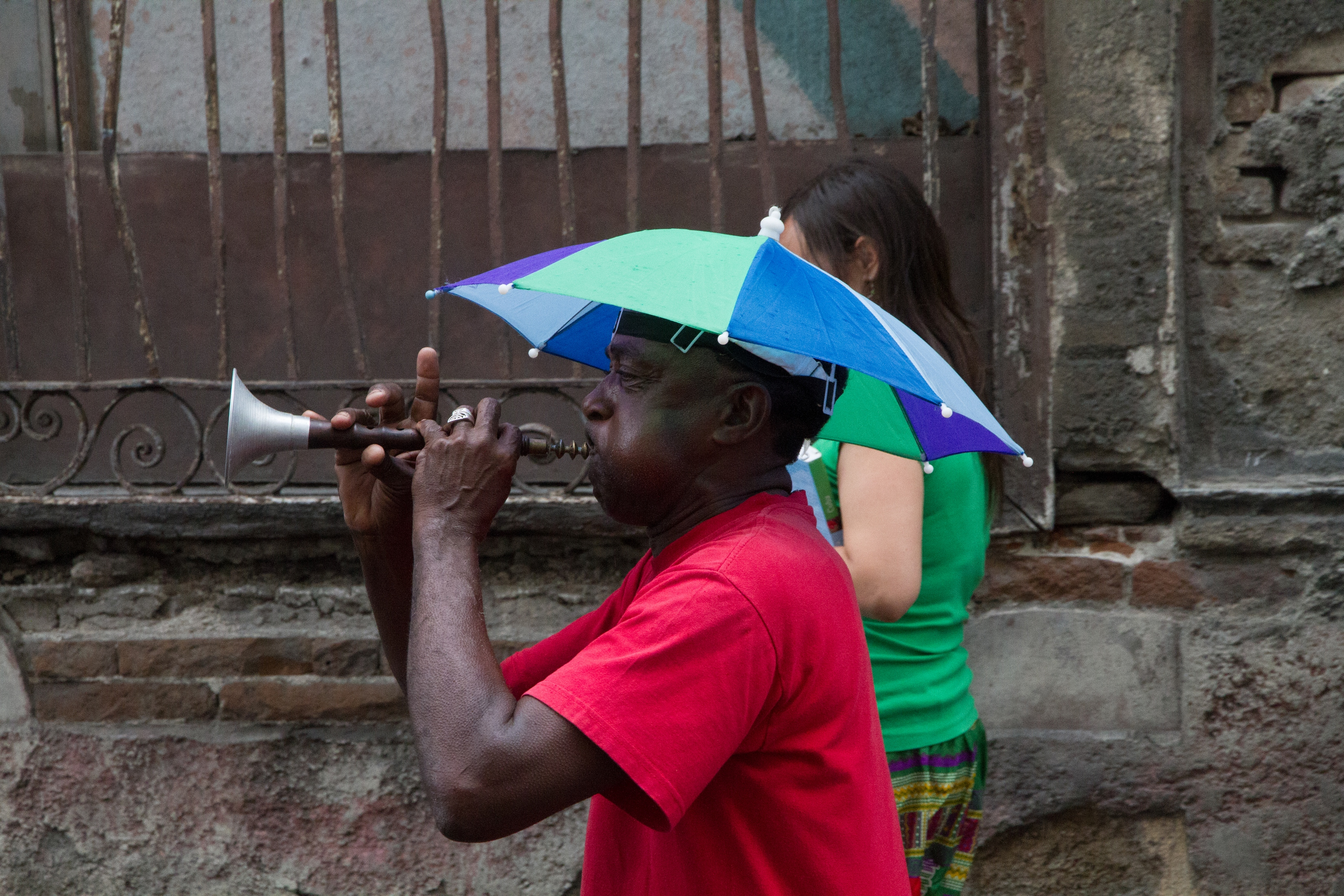
Trompeta (corneta) china, Conga de Tivoli, Santiago de Cuba, 2011.

La corneta china (también conocida como trompeta china),  instrumento de viento usado en la música tradicional cubana, es en realidad el suona chino.  El suona fue introducido en Cuba por inmigrantes chinos durante el período de la colonia española. A partir de  1848 llegaron numerosos culíes chinos a Cuba, llegando a sumar unos 100,000 para 1860.
El uso de la corneta china en la conga de los carnavales de Santiago,  comenzó con la llegada de los primeros inmigrantes chinos a la isla. La corneta china  
se constituyó en parte integral y obligatoria de la comparsa santiaguera, en la que todo el pueblo baila por las calles, siguiendo el sonido de la conga encabezada por la corneta china. El uso de este instrumento también se ha incorporado en algunas formas del son. Los músicos de la corneta china no suelen ser de origen o ascendencia china. El estilo del instrumento se acerca más a la escala diatónica de la música criolla cubana que a la escala pentatónica propia de la suona tradicional china.
Además de este uso en Cuba, la saxofonista y flautista canadiense de jazz Jane Bunnett ha usado la corneta china en su grupo de jazz afro-cubano.

## La corneta china en la literatura
El uso de la corneta china en los carnavales cubanos y en la comparsas del Barrio Chino de La Habana han sido recogidos y descritos en la novela La isla de los amores infinitos, de la escritora cubana Daína Chaviano.